# آلن برسین
آلن برسین (انگلیسی: Alan Bersin؛ زادهٔ ۱۵ اکتبر ۱۹۴۶) سیاست‌مدار اهل ایالات متحده آمریکا است.

## افتخارات
وی همچنین برندهٔ جوایزی همچون بورسیه رودز شده‌است.